# Sumaya bint El Hassan
Sumaya bint El Hassan, född 14 maj 1971, är prinsessa av Jordanien. El Hassan är det tredje barnet till prins Hassan bin Talal(en) och prinsessan Sarvath al-Hassan(en). Hon var tidigare gift med Nasser Judeh(en). Paret har fyra barn.

## Uppdrag
Sedan 2006 är El Hassan ordförande för Royal Scientific Society i Jordanien och vice ordförande för High Council for Science and Technology. Hon sitter i styrelsen för Princess Sumaya University for Technology(en) och Jordan museum(en).
Hon är även skrivit förordet till en begränsad upplaga av 1001 inventions bok  1001 Inventions: Journey to the Golden Age of Muslim Civilisation’.

## Utmärkelser
År 2009 mottog hon Albert Einsteins medalj(en) för enastående prestation och 2017 mottog hon University of Californias högsta utmärkelse Chancellor's Citation.